# Codex Boreelianus

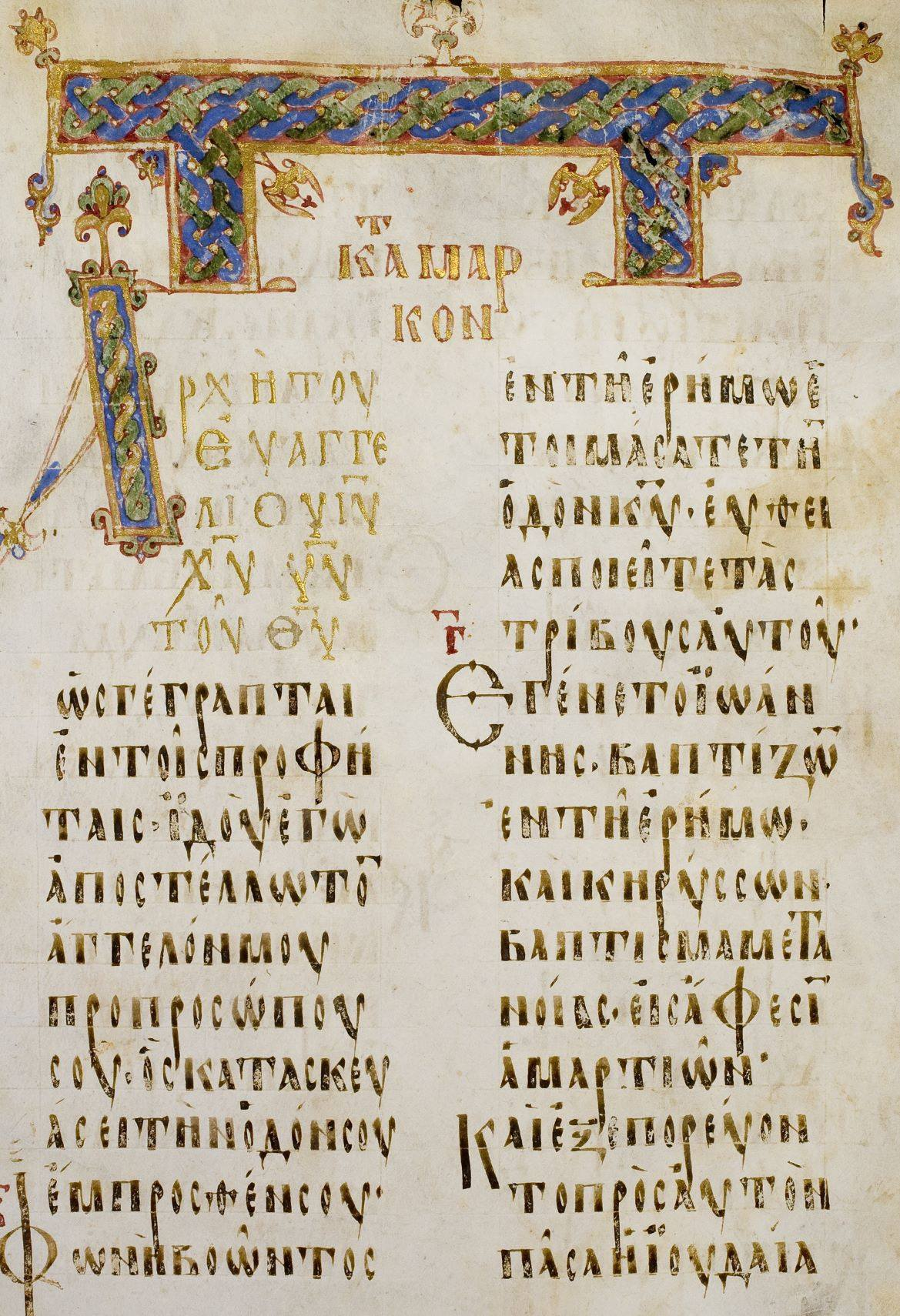
Codex Boreelianus

Codex Boreelianus (Gregory-Aland no. Fe sau 09) este un manuscris în limba greacă al Noului Testament datând de la începutul secolului al IX-lea.
Manuscrisul cuprinde 204 foi cu dimensiunea 28,5×22 cm.
În prezent se găsește la biblioteca Universității din Utrecht (Ms. 1).